# Silk-Road-Prozess
Der Silk-Road-Prozess (offiziell: United States v. Ulbricht) war ein in den Vereinigten Staaten im Jahr 2015 abgehaltenes Gerichtsverfahren gegen Ross Ulbricht, den damals 31-jährigen Gründer der Schwarzmarktplattform Silk Road. Im Mai 2015 wurde Ulbricht wegen Geldwäsche, Computerhacking, Verschwörung zur Passfälschung und Verschwörung zum Drogenhandel zu zwei lebenslangen Freiheitsstrafen plus 40 Jahre ohne Möglichkeit einer vorzeitigen Haftentlassung verurteilt. Ulbrichts Berufung gegen das Urteil wurde im Mai 2017 abgelehnt. Eine letztinstanzliche Berufung beim Obersten Gerichtshof der Vereinigten Staaten wurde im Juni 2018 nicht zur Entscheidung angenommen. Das Urteil ist damit rechtskräftig.

## Hintergrund
Silk Road war ein im Februar 2011 gegründeter, nur über das Darknet erreichbarer virtueller Schwarzmarkt, auf dem illegale Waren und Dienstleistungen gehandelt wurden. Angeboten wurden Drogen, Raubkopien, gefälschte Ausweisdokumente und die Dienste von Hackern. Nicht gehandelt werden durften dagegen beispielsweise Kinderpornographie, Hehlerware, gefälschte Zeugnisse und (zeitweise) Waffen. Als einziges Zahlungsmittel kam die digitale Währung Bitcoin zum Einsatz, wodurch die Nachvollziehbarkeit der Zahlungsströme durch die Strafverfolgungsbehörden enorm erschwert wurde. Als Provision berechnete Silk Road von jeder Transaktion 10 % des Verkaufswertes, wobei bei größeren Umsätzen auch Mengenrabatte gewährt wurden.
Insbesondere für Drogenhändler bedeutete die Anonymität von Silk Road einen großen Vorteil. Die bestellten Drogen wurden in der Regel mittels üblicher Paketdienste entweder an die Postanschrift der Kunden oder ein gehacktes Postfach geschickt. In Anbetracht der strengen Vorschriften für das Briefgeheimnis in den meisten westlichen Staaten und der Tatsache, dass täglich allein in den Vereinigten Staaten Millionen von Paketen verschickt werden, von denen nur ein kleiner Bruchteil beispielsweise durch Drogenspürhunde untersucht wird, war eine Aufdeckung der illegalen Sendungen sehr unwahrscheinlich. Für den seltenen Fall, dass eine Sendung tatsächlich abgefangen werden konnte, war in der Regel nur die Anschrift des Empfängers und nicht des Dealers ausfindig zu machen. Durch Silk Road eröffnete sich damit für die Anbieter illegaler Waren und Dienstleistungen der Zugang zu einem großzahligen, internationalen Kundennetzwerk, bei deutlicher Reduzierung des eigenen Risikos.
Im Oktober 2013 wurde Silk Road von den US-Strafverfolgungsbehörden geschlossen und die auf Island lokalisierten Server der Website beschlagnahmt. Zeitgleich wurde Ross Ulbricht, der mutmaßliche Gründer und Betreiber der Website, in San Francisco festgenommen. Kurz vor der Schließung waren auf Silk Road über 10.000 Waren und Dienstleistungen angeboten, 7.000 davon illegale Drogen. Schätzungen der Ermittler zufolge erreichten die Umsätze auf Silk Road im Laufe des Bestehens der Website einen Gesamtwert von 213 Millionen US-Dollar.

## Dread Pirate Roberts
Bis zum Februar 2012 blieb der Administrator von Silk Road anonym. Danach kommunizierte er mit den Usern seiner Seite unter dem Pseudonym Dread Pirate Roberts, einer Figur aus dem Fantasyfilm Die Braut des Prinzen, die in der Erzählung für ihre Rücksichtslosigkeit gefürchtet ist und nie Gefangene macht. Im Film ist Dread Pirate Roberts jedoch nicht eine einzige Person, sondern dessen Schiff und Titel werden an einen würdigen Nachfolger weitergegeben, wenn der jeweilige Statthalter genug Reichtümer angehäuft hat, um in Ruhestand zu treten.
Dread Pirate Roberts agierte äußerst vorsichtig, um seine wahre Identität nicht preiszugeben. Zur Authentifizierung nutzte Dread Pirate Roberts ein Verschlüsselungssystem, anhand dessen die User erkennen konnten, ob Nachrichten authentisch waren. Trotzdem kommunizierte er während seiner Zeit als Silk-Road-Administrator mit Journalisten, um die Bekanntheit seiner Seite zu steigern. Im August 2013, wenige Monate vor der Schließung von Silk Road, gab er dem Magazin Forbes ein fünfstündiges Interview, das über den eigenen Nachrichtendienst von Silk Road geführt wurde. Darin gab er an, nicht der Gründer von Silk Road und auch nicht der ursprüngliche Dread Pirate Roberts zu sein, sondern – ganz wie die Filmfigur – den Titel und die Plattform von seinem Vorgänger übernommen zu haben. Außerdem gab er an, stolz auf den Drogenhandel zu sein, der über Silk Road ermöglicht wurde, da es im freien Ermessen des Einzelnen liegen sollte, Drogen oder Medikamente einzunehmen. Die Strafverfolgung von Drogenhandel sei ein illegitimer Eingriff des Staates in die individuelle Handlungsfreiheit. Silk Road biete eine Möglichkeit, sich diesen seiner Meinung nach ungerechtfertigten Eingriffen zu widersetzen.
In der Hacker- und Darknetszene avancierte Dread Pirate Roberts durch seine öffentliche Bekanntheit, die Eloquenz seiner Beiträge in den Silk-Road-Foren und aufgrund seiner teils idealistisch begründeten Standpunkte zu einer Kultfigur.

## Ermittlungen zur Identität von Dread Pirate Roberts
Silk Road wurde bereits kurz nach seiner Gründung zum Ziel unterschiedlicher Strafverfolgungsbehörden, insbesondere durch das FBI, das Department of Homeland Security und die Drug Enforcement Administration, aber auch Beamte der Steuerbehörde IRS. Die Festsetzung der Hintermänner und die Lokalisierung der Silk-Road-Server wurde umso dringlicher, da die über die Plattform gehandelte Menge an Drogen und anderer illegaler Güter in kürzester Zeit sprunghaft anstieg. Aufgrund seines öffentlichen Auftretens und seiner zentralen Bedeutung für die Administration und IT-Infrastruktur von Silk Road hatte die Fahndung nach Dread Pirate Roberts oberste Priorität für die Ermittler. Lange Zeit tappten die verantwortlichen Behörden jedoch im Dunkeln oder verfolgten sogar falsche Spuren. Beispielsweise wurde mehrere Monate lang gegen den indischen Blogger Anand Athavale ermittelt, da die Wortwahl und orthographische Details auf dessen Blog Ähnlichkeiten mit den Beiträgen von Dread Pirate Roberts auf Silk Road aufwiesen. Außerdem wurde Mark Karpelès, CEO der Bitcoin-Handelsplattform Mt.Gox, von den Ermittlern verdächtigt, Dread Pirate Roberts zu sein.
Auf Ulbrichts Spur gelangten die Ermittler schließlich durch eine Analyse des Steuerbeamten Gary L. Alford. Alford verfolgte das Ziel, durch Analysen szenebekannter Internetforen aus der Anfangszeit von Silk Road Hinweise auf den Gründer der Plattform zu erhalten. Seiner Theorie zufolge müsste der Gründer von Silk Road während der Gründungszeit seine Seite im Netz beworben haben und – zu diesem Zeitpunkt womöglich noch durch unvorsichtiges Vorgehen – Spuren im Netz hinterlassen haben. Infolgedessen suchte Alford mit Hilfe der Suchmaschine Google nach dem Suchbegriff „Silk Road“ im Zeitraum der Seitengründung im Frühjahr 2011. In einem szenenahen Chatraum der Plattform Shroomery.org stieß Alford auf einen Nutzer namens altoid, der sich am 27. Januar 2011 bei den anderen Chatraumnutzern danach erkundigte, ob sie bereits von einer Seite namens „Silk Road“ gehört hätten – wenige Tage nachdem Silk Road online gegangen war. Alford schloss daraus, dass altoid Insiderkenntnisse über Silk Road haben müsse und sichtete sämtliche weiteren Beiträge dieses Nutzers. Dabei stieß er auf einen Beitrag, den altoid zwar gelöscht hatte, der jedoch über eine Antwortkette eines anderen Nutzers noch nachvollziehbar war. In diesem Beitrag erkundigte sich altoid nach Programmiertipps und gab als Kontakt eine E-Mail-Adresse an, aus der Ulbrichts Klarname hervorging. Weitere Recherchen ergaben, dass ein junger Texaner namens Ross Ulbricht im Internet libertäre Positionen vertrat, die auch in den Beiträgen von Dread Pirate Roberts auf Silk Road auftauchten.
Als Alford seine Vorgesetzten über den seiner Meinung nach bestehenden Anfangsverdacht informierte, wurde ihm jedoch wenig Beachtung geschenkt, da es sich um noch recht schwache Indizien handelte und Alfords Team zuvor wenig brauchbare Informationen geliefert hatte. Dies änderte sich jedoch schlagartig, als die Ermittler Kenntnis davon erlangten, dass das Department of Homeland Security bei einer Routineuntersuchung von Postsendungen an der kanadischen Grenze eine an Ulbrichts Anschrift adressierte Sendung mit gefälschten Pässen abgefangen hatte. Die Pässe trugen Ulbrichts Passbild. Ulbricht habe gegenüber den Beamten bei einem Hausbesuch erklärt, jedermann könne „hypothetisch“ solche Pässe über eine Seite namens Silk Road an seine Adresse liefern lassen. Dread Pirate Roberts hatte zuvor in einem Beitrag im Silk-Road-Forum geschrieben, er benötige falsche Pässe, um aufgrund des steigenden Transaktionsvolumens zusätzliche Server im Ausland anzumieten. Durch die Analyse des Datenverkehrs über Silk Road konnte zudem festgestellt werden, dass Dread Pirate Roberts sich einmal im nur wenige hundert Meter von Ulbrichts Wohnung entfernten Café Luna auf der Silk-Road-Seite eingeloggt hatte.
Damit war eine belastbare Indizienkette zwischen Ulbricht und Dread Pirate Roberts hergestellt. Ulbricht wurde fortan als Verdächtiger beschattet und sein Internetnutzungsverhalten überwacht. Die Ermittler fanden daraufhin auffällige Übereinstimmungen zwischen den Zeiten, in denen Ulbricht seinen Internetanschluss nutzte und denen, in denen Dread Pirate Roberts Beiträge auf der Silk-Road-Plattform verfasste. Gemäß weiteren Recherchen habe Ulbricht zudem, zunächst unter Angabe seines Klarnamens, im Coding-Forum Stack Overflow um Programmiertipps für Darknet-Webseiten gebeten. Später änderte er seinen Benutzernamen auf Stack Overflow in Frosty, der Klarname konnte jedoch von den Behörden noch ermittelt werden. Bereits wenige Wochen zuvor hatten die Ermittler durch ein Datenleck der Plattform den Silk-Road-Server in Island lokalisiert und von den isländischen Behörden einen kompletten Datenabzug des Codes und der Datenbanken der Handelsplattform erhalten. Der auf Stack Overflow gepostete Code fand sich in fast identischer Form auch auf dem Silk-Road-Server. Mit diesen weiteren Indizien konnte ein Haftbefehl erwirkt werden.
Die Rechtmäßigkeit des Zugriffs auf den Silk-Road-Server ist umstritten, was jedoch für den Strafprozess unerheblich war, da Ulbricht gegenüber dem Gericht kein Datenschutzinteresse (privacy interest) in Bezug auf den Server anmeldete. Dies wäre als Eingeständnis zu verstehen gewesen, dass Ulbricht der Betreiber des Servers gewesen war. Die durch den Serverzugriff erlangten Beweismittel waren folglich vor Gericht verwertbar. Auch das Berufungsgericht teilte im späteren Berufungsprozess diese Einschätzung.

## Festnahme von Ross Ulbricht
Am 2. Oktober 2013 wurde Ross Ulbricht bei der Nutzung seines Laptops in einer öffentlichen Bibliothek in San Francisco festgenommen, wobei die Beamten durch den Einsatz zahlreicher Undercover-Agenten sicherstellten, dass Ulbricht keine Möglichkeit gegeben wurde, den Rechner während der Festnahme zu sperren oder auszuschalten, sodass der Zugriff auf verschlüsselte oder passwortgeschützte Daten auf dessen Rechner möglich war. Zwei als Bibliotheksbesucher getarnte Polizeibeamte in Zivilkleidung spielten neben Ulbricht stehend vor, in einen lauten Streit geraten zu sein, wodurch Ulbricht für kurze Zeit abgelenkt war, was einer weiteren Zivilbeamtin die Möglichkeit gab, Ulbrichts geöffneten und entsperrten Laptop an sich zu nehmen.
Ulbricht war zum Zeitpunkt seiner Festnahme über sein Notebook mit dem Account von Dread Pirate Roberts bei Silk Road angemeldet. Der Name des bei der Festnahme beschlagnahmten Notebooks war Frosty, also identisch mit dem Benutzernamen des verdächtigen Posts auf der Webseite Stack Overflow, der zur Herstellung der Verbindung zwischen Ulbricht und Dread Pirate Roberts beigetragen hatte. Am Tag der Festnahme wurde außerdem Ulbrichts Wohnung durchsucht, wobei verschiedene weitere Indizien dafür gefunden wurden, dass es sich bei Ulbricht tatsächlich um Dread Pirate Roberts handelte. Bei der Durchsuchung fanden die Beamten Backups von Ulbrichts Rechner auf zwei USB-Speichermedien sowie schriftliche Dokumente mit einer eindeutigen Verbindung zu Silk Road.

## Prozess
Der Prozess gegen Ulbricht begann am 13. Januar 2015 vor einem Bezirksgericht im US-Bundesstaat New York. Ein Angebot der Staatsanwaltschaft, im Austausch gegen ein Schuldeingeständnis ein Strafmaß von etwa 10 Jahren zu beantragen, hatte Ulbricht zuvor abgelehnt. Der Prozesszeitraum erstreckte sich über einen Zeitraum von 3 Wochen bis zur Urteilsverkündung am 5. Februar 2015. Ulbricht wurde in sieben Punkten angeklagt, darunter Verschwörung zum Drogenhandel und zur Geldwäsche. Außerdem wurde er gemäß einem Bundesgesetz zur Strafverfolgung der Anführer von großen Drogenkartellen und Mafiaorganisationen wegen der Bildung einer kriminellen Organisation angeklagt. Ulbricht ebenfalls zur Last gelegte Auftragsmorde waren nicht Gegenstand der Anklage, wurden jedoch in der späteren Strafzumessung berücksichtigt. Ihm drohte bei einem Schuldspruch eine lebenslange Freiheitsstrafe. Er bekannte sich in allen Punkten für nicht schuldig und wurde von dem erfahrenen Strafverteidiger Joshua Dratel vertreten, dessen Vergütung zum Großteil aus Spenden finanziert wurde. Das Team der Staatsanwaltschaft stand unter der Leitung von Preet Bharara.
Strategie der Anklage
Die Anklage stützte sich zum Beweis von Ulbrichts Schuld größtenteils auf Beweise, die auf dem Silk-Road-Server, bei der Durchsuchung von Ulbrichts Wohnung und auf dessen beschlagnahmten Rechner gefunden wurden. Aus der enormen Menge an Daten mit direktem Bezug zu Silk Road, die auf Ulbrichts Laptop und auf Speichermedien in dessen Wohnung gefunden worden waren, gehe zweifelsfrei hervor, dass Ulbricht Silk Road gegründet und bis zuletzt unter dem Pseudonym Dread Pirate Roberts geführt habe. Zu den Daten, anhand derer die Staatsanwaltschaft Ulbricht als überführt ansah, gehörten umfangreiche Datenbankauszüge der Silk-Road-Datenbank, Chatprotokolle aus dem Silk-Road-Forum, eine detaillierte Kostenrechnung sowie ein Tagebuch, in dem Ulbricht seine Erfahrungen mit Silk Road festhielt. Außerdem belastend sei das große Bitcoin-Vermögen in Höhe von vielen Millionen US-Dollar, das auf Ulbrichts Laptop gefunden wurde und laut einem Computerexperten zu 89 % vom Silk-Road-Server stammte. Die Verteidigung könne die Herkunft dieses Vermögens nicht plausibel erklären. Für die von Ulbrichts Anwalt angeführte Erklärung, sein Mandant habe dieses Vermögen durch legalen Bitcoin-Handel erlangt, habe die Verteidigung keine Beweise vorgelegt. Im Übrigen sei diese Erklärung völlig unrealistisch.
Den endgültigen, unumstößlichen Beweis für Ulbrichts Schuld sah die Staatsanwaltschaft jedoch darin, dass Ulbricht bei seiner Festnahme als Dread Pirate Roberts bei Silk Road angemeldet war. Diese von der Verteidigung nicht in Abrede gestellte Tatsache allein lasse keinen Zweifel an Ulbrichts Schuld.
Strategie der Verteidigung
In Anbetracht der Beweislage gestand Ulbrichts Verteidiger in seinem Eröffnungsplädoyer ein, dass Ulbricht Silk Road im Jahr 2011 gegründet hatte und bei seiner Festnahme im Besitz der Zugangsdaten von Dread Pirate Roberts war sowie – kurzzeitig – dessen Rolle übernommen hatte. Ulbricht habe Silk Road aus idealistischen Motiven gegründet, um den Nutzern die größtmögliche Freiheit über ihre Lebensgestaltung zu ermöglichen. Dazu habe nach seinen naiven Vorstellungen auch die Einnahme von Drogen gehört. Er habe die Kontrolle über Silk Road jedoch noch im Jahr 2011 nach wenigen Monaten wieder abgegeben und die Plattform an den wahren Dread Pirate Roberts weiterverkauft. Dieser habe Silk Road während der meisten Zeit des Bestehens der Plattform geführt. Als dem wahren Dread Pirate Roberts bewusst wurde, dass die Ermittlungen der Strafverfolgungsbehörden weit fortgeschritten waren, habe dieser Ulbricht zu Silk Road zurückgelockt, um Ulbricht die Schuld für das Betreiben der Plattform anzuhängen. Ulbricht habe in seiner Gutgläubigkeit und Naivität zugestimmt, die Rolle des Dread Pirate Roberts wieder zu übernehmen. Kurz darauf sei sein Mandant festgenommen worden. Während Ulbrichts Zeit als Dread Pirate Roberts sei nur ein kleiner Teil der Straftaten auf Silk Road begangen worden. Außerdem sei Ulbricht als bloßer Betreiber der Website nicht in den Drogenhandel an sich involviert gewesen. Sein Bitcoin-Vermögen habe er größtenteils nicht über Silk Road, sondern durch legalen Bitcoin-Handel verdient.
Gemäß den Ausführungen der Verteidigung sei keineswegs bewiesen, dass es auf Silk Road nur einen Dread Pirate Roberts gegeben habe. Schließlich hätten die Ermittler nicht nur gegen Ulbricht ermittelt, sondern seien zuerst über viele Monate dem Verdacht nachgegangen, bei Dread Pirate Roberts handle es sich um den indischen Blogger Anand Athavale oder den Mt.Gox-CEO Mark Karpelès. Es gebe also durchaus auch Verdachtsmomente gegen andere Personen. Ulbricht selbst verwies sowohl vor als auch während des Prozesses auf sein Zeugnisverweigerungsrecht und lehnte eine polizeiliche Vernehmung sowie auch eine Aussage vor Gericht ab.

## Indizien und Beweise für Ulbrichts Schuld
Die Staatsanwaltschaft führte den beschlagnahmten Rechner Ulbrichts nicht als Beweismittel ein, sondern nutzte hierfür ein zwei Wochen altes Backup der Daten des Rechners auf einem USB-Stick, der bei der Durchsuchung von Ulbrichts Wohnung gefunden worden war. Damit wurde die Argumentation der Verteidigung erschwert, dass Beweismittel auf Ulbrichts Rechner platziert wurden, um diesem die Identität von Dread Pirate Roberts anzuhängen, da dies bereits zwei Wochen vor dem Zugriff hätte passiert sein müssen. Der USB-Stick beschädigte auch die Glaubwürdigkeit der Argumentation der Verteidigung, dass Ulbricht erst kurz vor seiner Festnahme vom tatsächlichen Dread Pirate Roberts zu Silk Road zurück gelockt worden war und dessen Identität wieder übernommen habe. Da ein zwei Wochen altes Backup der Daten seines Rechners mit zahlreichen Beweisen für seine Betätigung als Dread Pirate Roberts auf Silk Road in seiner Wohnung gefunden wurde, hätte er diese Identität nicht direkt vor seiner Festnahme, sondern mindestens zwei Wochen zuvor übernommen haben müssen. Ulbricht hätte in dieser Zeit die bei Silk Road übliche Provision für jeden Verkauf illegaler Waren und Dienstleistungen erhalten und sich damit in Bezug auf eine große Zahl von Drogendelikten strafbar gemacht.
In Ulbrichts Daten wurde eine detaillierte Kosten- und Leistungsrechnung für Silk Road sowie Chatprotokolle der Silk-Road-Foren gefunden, die sich auf die gesamte Lebensdauer der Plattform erstreckten. Die Kostenrechnung enthielt sogar einen Eintrag für den Kauf des bei Ulbrichts Festnahme beschlagnahmten Notebooks. Darüber hinaus fand sich auf dem Backup von Ulbrichts Rechner ein virtuelles Tagebuch, in dem Ulbricht offensichtlich seine Erlebnisse und Eindrücke bei der Programmierung und Administration von Silk Road festgehalten hatte, gemäß einem Eintrag für den Fall, dass einmal eine Biographie über sein Leben verfasst werde. In seinem Tagebuch waren insbesondere die Überlegungen und Arrangements zu den Auftragsmorden detailliert erfasst. Details des Tagebuchs und von Chatlogbüchern wie etwa Hinweise auf Urlaubsreisen deckten sich nach Erkenntnissen der Ermittler mit dem tatsächlichen Verhalten Ulbrichts zur fraglichen Zeit. Bei der Durchsuchung von Ulbrichts Wohnung fanden die Ermittler in einem Mülleimer handschriftliche Aufzeichnungen und Skizzen darüber, wie bestimmte Aspekte der Handelsplattform auf der Silk-Road-Website verbessert werden könnten. Dabei handelte es sich um Verbesserungsinitiativen, mit großer inhaltlicher Ähnlichkeit zu von Dread Pirate Roberts kurz zuvor auf Silk Road angekündigten Veränderungen. Außerdem fanden die Ermittler ein Bitcoin Wallet mit einem damaligen Gegenwert von 18 Millionen US-Dollar. Durch eine Blockchain-Analyse konnte ermittelt werden, dass 89 % dieser Bitcoins über den Silk-Road-Server in Island auf Ulbrichts Computer gelangt waren.
Zur Authentifizierung seiner eigenen Beiträge nutzte Dread Pirate Roberts eine Verschlüsselungstechnik mit einem privaten PGP-Schlüssel. Die Silk-Road-Nutzer konnten die mit dem privaten PGP-Schlüssel verschlüsselte Signatur von Dread Pirate Roberts mit Hilfe eines öffentlichen PGP-Schlüssels auf Echtheit überprüfen. Nur Dread Pirate Roberts kannte und nutzte jedoch den privaten PGP-Schlüssel. Der von Dread Pirate Roberts verwendete private Schlüssel wurde bei der Festnahme auf Ulbrichts Rechner gefunden. Außerdem nutzte Dread Pirate Roberts über die gesamte Lebensdauer von Silk Road die gleichen öffentlichen und privaten PGP-Schlüssel zur Authentifizierung seiner Signatur. Sollte Ulbricht, wie von der Verteidigung dargestellt, die Identität von Dread Pirate Roberts kurz nach der Gründung an eine andere Person übergeben haben, hätte diese Person offensichtlich darauf verzichtet, neue PGP-Schlüssel zu verwenden, was mit nur geringem Aufwand verbunden gewesen wäre. Der neue Dread Pirate Roberts hätte damit in Kauf genommen, dass nicht nur er, sondern auch Ulbricht weiterhin die Möglichkeit zur Authentifizierung der Beiträge von Dread Pirate Roberts gehabt hätte. Ebenso hätte Ulbricht darauf verzichtet, neue PGP-Schlüssel zu verwenden, nachdem er – gemäß der Darstellung der Verteidigung – kurz vor seiner Festnahme zu Silk Road zurückgelockt worden war, und die Identität von Dread Pirate Roberts wieder angenommen hatte.

## Korruptionsvorwürfe gegen FBI-Agenten
Kurz vor Prozessbeginn wurde bekannt, dass an den Ermittlungen gegen Ulbricht beteiligte Bundesagenten der Korruption und Selbstbereicherung beschuldigt wurden. Special Agent Carl Force von der US-Heimatschutzbehörde war Teil des Silk-Road-Ermittlungsteams und hatte die Aufgabe, als getarnter Nutzer das Vertrauen von Dread Pirate Roberts zu erlangen, um Informationen über dessen Identität zu gewinnen. Hierzu eröffnete Force ein Benutzerkonto auf Silk Road, nahm unter dem Benutzernamen Nob Kontakt zu Ulbricht auf und gab sich unter dem Namen Eladio Guzmán Fuentes als führendes Mitglied eines Drogenkartells aus Puerto Rico aus. Force gab vor, Dread Pirate Roberts aus seiner Erfahrung im Drogenhandel Ratschläge geben zu können und entwickelte über viele Monate eine freundschaftliche Beziehung zu dem Silk-Road-Administrator.
Durch seine Undercoverermittlungen gelang es Force, die Identität von Curtis Green, einem Mitarbeiter von Silk Road in Diensten von Dread Pirate Roberts, zu ermitteln und diesen zur Herausgabe des Passworts seines Mitarbeiter-Accounts zu bringen. Mit Hilfe dieses Accounts stahl der Bundesagent Shaun Bridges – ein Kollege von Force – 350.000 US-Dollar in Form von Bitcoins von Silk Road und leitete das Geld auf sein privates Bitcoin-Konto um. Dread Pirate Roberts vermutete Curtis Green – dessen Klarname und Adresse ihm bekannt waren – hinter dem Diebstahl und beauftragte seinen Vertrauten Nob, den er für ein Mitglied eines Drogenkartells hielt, Curtis Green zu foltern und zu töten, unwissend, dass hinter Nob ebenfalls der Beamte Carl Force stand. Force ging zum Schein auf das Angebot ein, produzierte gemeinsam mit Green ein gestelltes Foto des vermeintlich toten Opfers und ließ sich von Dread Pirate Roberts für den Auftragsmord 80.000 US-Dollar auf sein privates Bitcoin-Konto auszahlen. Die Machenschaften von Force wurden aufgedeckt, als dieser versuchte, die erhaltenen Bitcoins über die slowenische Bitcoin-Börse Bitstamp in US-Dollar umzutauschen. Zudem hatte Force versucht, Dread Pirate Roberts unter Nutzung eines weiteren Accounts namens DeathFromAbove zu erpressen. Er kontaktierte Dread Pirate Roberts, erklärte zu wissen, dass Dread Pirate Roberts in Wahrheit Anand Athavale – der damalige Hauptverdächtige der Ermittlungen – sei und drohte damit, dies dem FBI mitzuteilen, falls nicht ein Schweigegeld von 250.000 US-Dollar in Bitcoin an sein privates Bitcoin-Konto gezahlt würde. Dread Pirate Roberts ging auf die Forderung jedoch nicht ein. In dem auf Ulbrichts Laptop gefundenen Tagebuch findet sich etwa zur selben Zeit ein Eintrag zu einem Erpressungsversuch, der jedoch „Unfug“ gewesen sei. Mit einem weiteren Account namens FrenchMaid lieferte Force Dread Pirate Roberts Informationen über angebliche Ergebnisse der Silk-Road-Ermittlungen und erhielt dafür 100.000 US-Dollar in Bitcoin. Force wurde zu einer Haftstrafe von sechs Jahren und sechs Monaten verurteilt.
Bridges, der zweite an den Ermittlungen gegen Curtis Green beteiligte korrupte Bundesagent, nutzte ebenfalls die von Green erhaltenen Informationen über die Administratorfunktionen von Greens Mitarbeiter-Account, um Bitcoinguthaben von Drogendealern zu stehlen und auf eigene private Konten umzuleiten. Bridges soll auf diese Weise über 800.000 US-Dollar erbeutet haben. Bridges bekannte sich schuldig und wurde für sein Fehlverhalten und weitere Vergehen zu einer mehrjährigen Haftstrafe verurteilt.
Die Anklage führte im Strafprozess Force und Bridges nicht als Zeugen an und verzichtete darauf, Beweismittel mit Bezug zu den beiden Beamten einzubringen. Im Gerichtsverfahren gegen Ulbricht untersagte die Richterin der Verteidigung die Präsentation von Erkenntnissen über die Korruption von Force gegenüber der Jury, da sich zeitgleich eine noch vor der Öffentlichkeit geheim gehaltene Grand Jury mit einer Anklage gegen Carl Force befasste. Das Gericht lehnte außerdem eine Vertagung des Prozesses gegen Ulbricht bis zu einer möglichen Anklageerhebung gegen Force ab, was die Einbringung besagter Beweismittel möglicherweise ermöglicht hätte. Auch die Einbringung von Chatprotokollen, die auf das kriminelle Handeln von Force hindeuten, wurden vom Gericht nicht zugelassen, da es sich um Hörensagen (hearsay) handele, was die Protokolle als Beweismittel ungeeignet mache. Im Berufungsprozess argumentierte Ulbricht, dadurch sei ihm ein fairer Prozess verwehrt worden. Außerdem habe die Verteidigung von den strafbaren Handlungen des Beamten Shaun Bridges erst nach dem Prozess erfahren. Die Entscheidungen der Richterin verstießen gegen im Fall Brady v. Maryland höchstrichterlich garantierte Rechte, wonach potenzielle entlastende Beweise vor einem Strafprozess den Strafverteidigern des Angeklagten immer mitgeteilt werden müssen. Das Berufungsgericht bestätigte jedoch die Rechtmäßigkeit aller Entscheidungen der Richterin.

## Urteil und Strafmaß
Am 5. Februar 2015 wurde Ulbricht nach dreiwöchigem Prozess von den Geschworenen einstimmig in allen Anklagepunkten für schuldig befunden, darunter Drogenhandel, Betreibung einer kriminellen Organisation, Computerhacking, Verschwörung zur Passfälschung und Verschwörung zum Zweck der Geldwäsche. Außerdem wurde Ulbricht zu einer Geldstrafe von 183.961.921 US-Dollar verurteilt. Die Jury einigte sich in nur vier Stunden auf den Schuldspruch, was bei Strafprozessen in den Vereinigten Staaten als sehr kurze Beratungszeit gilt.
In der Anhörung zur Strafzumessung plädierte die Staatsanwaltschaft im Hinblick auf die Schwere und den Umfang der begangenen Straftaten auf eine Verurteilung zu einer Strafe „deutlich über der vorgeschriebenen Mindestfreiheitsstrafe“ von 20 Jahren. Die Richtlinien für die Strafzumessung (Federal Sentencing Guidelines) in Ulbrichts Fall ergaben die höchstmögliche Strafbemessungszahl (Offense Level) von 43, woraus sich auch bei nicht vorbestraften Verurteilten die Strafempfehlung einer lebenslangen Freiheitsstrafe ohne Möglichkeit einer vorzeitigen Entlassung ergibt. Auch das United States Probation Office empfahl die Verhängung einer lebenslangen Freiheitsstrafe ohne Möglichkeit einer vorzeitigen Entlassung, einem Strafmaß, das gemäß 21 U.S.C. §848 durch einen speziellen, in Fachkreisen als "Drogenbarongesetz" (Kingpin Statute) bezeichneten Straftatbestand ermöglicht wird.
Die Verteidigung bat um ein mildes Urteil. Silk Road habe durch die Anonymität von Käufern und Verkäufern sowie durch die Tatsache, dass die verbotenen Substanzen per Post geliefert wurden, zur Verminderung des Risikos im Drogenhandel beigetragen, da die Drogen nicht in dunklen Straßenecken gehandelt wurden. Das Bewertungssystem von Silk Road trage dazu bei, die Qualität der verkauften Substanzen sicherzustellen und warne die Nutzer der Seite vor unseriösen Dealern. Ulbricht habe zur Erhöhung der Sicherheit seiner Nutzer sogar den spanischen Arzt Fernando Caudevilla – auf Silk Road als „Doctor X“ bezeichnet – angestellt, um den Nutzern der Seite kostenlose medizinische Beratung bezüglich der bestellten Substanzen anzubieten. Strafmildernd sei zu berücksichtigen, dass Ulbricht nicht vorbestraft sei. Außerdem reichte die Verteidigung bei Gericht 98 Briefe von Bezugspersonen aus allen Lebensabschnitten Ulbrichts ein (von Familienmitgliedern, ehemaligen Lehrern, Freunden, Verwandten etc.), in denen der Angeklagte ausnahmslos als freundlich, zuvorkommend, hilfsbereit und gesetzestreu beschrieben wird.
Ulbricht selbst wandte sich in einem persönlichen Brief an die Richterin, mit der Bitte, keine zu harte Strafe zu verhängen. Er gab an, er bereue es, Silk Road gegründet zu haben und verstehe, dass die Richterin eine lange Freiheitsstrafe verhängen müsse. Das Strafmaß solle jedoch „Licht am Ende des Tunnels“ erkennbar lassen. Eine lebenslange Freiheitsstrafe sei für ihn gleichbedeutend mit der Todesstrafe. Zwar verstehe er, dass ihm der mittlere Abschnitt seines Lebens genommen werden müsse, jedoch bitte er darum, die Richterin möge ihm wenigstens die Möglichkeit lassen, seine Freiheit im Alter wieder zu erlangen.

„As I see it, a life sentence is more similar in nature to a death sentence than it is to a sentence with a finite number of years. Both condemn you to die in prison, a life sentence just takes longer. If I do make it out of prison, decades from now, I won’t be the same man, and the world won’t be the same place. [...] Even now I understand what a terrible mistake I made. I’ve had my youth, and I know you must take away my middle years, but please leave me my old age. Please leave a small light at the end of the tunnel, an excuse to stay healthy, an excuse to dream of better days ahead, and a chance to redeem myself in the free world before I meet my maker.“

Am 29. Mai 2015 verkündete die Bezirksrichterin Katherine B. Forrest die Verurteilung Ulbrichts zu einer lebenslangen Freiheitsstrafe ohne Möglichkeit einer vorzeitigen Haftentlassung – der für die zur Last gelegten Anklagepunkte vorgesehenen Höchststrafe. Forrest begründete das hohe Strafmaß mit der großen Menge der über Ulbrichts Website gehandelten Drogen. Zahlreiche Indizien würden eindeutig belegen, dass über Silk Road bestellte Drogen direkt zu tödlichen Überdosen geführt hätten. So sei ein verstorbener Drogenabhängiger bei seiner Auffindung mit einem Silk-Road-Account angemeldet gewesen, von dem er wenige Tage zuvor Heroin bestellt habe. Neben ihm sei ein Päckchen mit Heroin gefunden worden. Aussehen und Verpackung des Päckchens hätten den Angaben des Verkäufers über den Silk-Road-Nachrichtendienst entsprochen. Die Sendungsnummer auf dem Paket habe der Sendungsnummer auf einer zeitgleich geöffneten Seite des US-Paketdienstes US Postal Service entsprochen, mit dem das Paket versendet worden war.
Die Darstellung der Verteidigung, Silk Road habe das Risiko im Drogenhandel verringert, wies die Richterin energisch zurück. Auf Silk Road seien nicht nur Drogen für den Eigenbedarf, sondern auch große Mengen an Drogen gehandelt worden, die ganz offensichtlich für den Weiterverkauf durch Straßendealer bestimmt gewesen seien. Außerdem hätte Silk Road den Straßenhandel nicht verdrängt, sondern vielmehr erweitert. So hätten viele Nutzer überhaupt erst durch Silk Road mit Drogen experimentiert, da die Bestellung so einfach und anonym zu bewerkstelligen war. Die medizinische Beratung von Doctor X sei in vielen Fällen unverantwortlich gewesen. Unter anderem habe Doctor X den Drogenkonsum verharmlost und sich sogar selbst am illegalen Drogenhandel beteiligt, indem er abgelaufene Fentanylpflaster über Silk Road an Ratsuchende verkauft habe.
Strafverschärfend komme außerdem die nach Ansicht der Richterin hinreichend bewiesene Anschuldigung der Anheuerung von Auftragsmördern hinzu, wobei diesbezüglich unerheblich sei, dass diese nicht Gegenstand des Prozesses waren und sehr wahrscheinlich nicht ausgeführt worden waren.
Ein Antrag Ulbrichts auf Haftantritt in einem Gefängnis mit niedrigerem Sicherheitsniveau, das den Gefangenen mehr Freiheiten während ihrer Haftzeit einräumt, wurde von der Richterin abgelehnt. Ulbricht verbüßte seine Haftstrafe in Hochsicherheitsgefängnissen. Zuletzt war er im Hochsicherheitstrakt des Gefängnisses USP Tucson inhaftiert (Häftlingsnummer 18870-111). Am 21. Januar 2025 wurde Ulbricht durch den US-Präsidenten Donald Trump begnadigt und im Zuge dessen umgehend aus der Haft entlassen.

## Berufung
Ulbricht legte gegen seine Verurteilung Berufung ein. Hierbei rügte der Verurteilte die Nichtzulassung von Beweismitteln durch die Richterin in seinem Strafverfahren, potenzielle Verfahrensfehler bei den Ermittlungen in Bezug auf die Überwachung seiner Nutzung des Internets, sowie die mangelnde Beachtung der Möglichkeit, dass durch die der Korruption überführten Ermittlungsbeamten Beweismittel auf Ulbrichts Notebook platziert worden sein könnten und ihm damit mögliche Straftaten angehängt worden sein könnten, die die korrupten Ermittler selbst begangen hatten. Außerdem rügte Ulbrichts Anwalt das von der Richterin Katherine Forrest verhängte Strafmaß seines Mandanten in Anbetracht der Schuld des Verurteilten als „grausame und ungewöhnliche Strafe“ (cruel and unusual punishment), die gemäß dem 8. Zusatzartikel zur Verfassung der Vereinigten Staaten als verfassungswidrig anzusehen sei.
Am 31. Mai 2017 bestätigte das Berufungsgericht einstimmig Urteil und Strafmaß in seiner Gesamtheit. Alle Beschwerden bezüglich möglicher Verfahrensfehler wurden als unbegründet zurückgewiesen. Auch die Korruptionsvorwürfe gegen einzelne Ermittlungsbeamte seien für die Urteilsfindung unerheblich, da Ulbricht nicht habe darstellen können, dass sich aus dem Handeln der Beamten entlastende Beweise oder Indizien ergeben. Er habe auch nicht dargestellt, welche der von der Staatsanwaltschaft gegen ihn verwendeten Beweismittel seiner Ansicht nach von korrupten Ermittlern platziert oder manipuliert gewesen seien. Sein Einspruch sei lediglich allgemein und abstrakt gehalten und habe keine relevanten Beweise oder Indizien entkräftet.
Bezüglich des Strafmaßes wiesen die Richter zwar darauf hin, dass eine niedrigere Strafe möglich gewesen wäre und von anderen Betrachtern vielleicht auch als angemessen betrachtet werden könnte. Gleichwohl gebe es in Strafprozessen für Richter großen Entscheidungsspielraum bei der Strafzumessung und der mögliche Strafrahmen lasse im vorliegenden Fall eine lebenslange Freiheitsstrafe zu. Die Berufungsrichter lobten außerdem ausdrücklich die Prozessführung und Urteilsbegründung von Richterin Forrest. Diese habe den komplizierten Strafprozess mit lobenswertem Geschick geführt und sei ihrer großen Verantwortung durch eine mit außerordentlicher Ausführlichkeit verfasste Urteilsbegründung mit Sorgfalt und Besonnenheit gerecht geworden. Insgesamt seien keine Rechts- oder Verfahrensfehler zu erkennen, die eine Aufhebung des Urteils rechtfertigen könnten.

„Although we might not have imposed the same sentence ourselves in the first instance, on the facts of this case a life sentence was within the range of permissible decisions that the district court could have reached. [...] The district court gave Ulbricht’s sentence the thorough consideration that it required, reviewing the voluminous sentencing submissions, analyzing the factors required by law, and carefully weighing Ulbricht’s mitigating arguments. The extraordinarily detailed sentencing transcript shows that the district court appreciated its important responsibility in considering a sentence of such magnitude and carried out that responsibility with care and prudence. Under the law, we cannot say that its decision was substantively unreasonable.“

Ulbricht legte gegen diese Entscheidung am 22. Dezember 2017 Einspruch beim Obersten Gerichtshof der Vereinigten Staaten ein. Seine letztinstanzliche Berufung konzentrierte sich auf die Frage der Verfassungsmäßigkeit der Überwachung seines Internetverkehrs und der Höhe des Strafmaßes. Letzteres sei von der Richterin durch die Einbeziehung mutmaßlicher Straftaten, die nicht Gegenstand des Strafprozesses waren, unrechtmäßig erhöht worden. Durch die Unterstellung, dass der Drogenhandel über Silk Road zu Todesfällen durch Überdosen geführt hätte und dass Ulbricht Auftragsmörder angeheuert habe, habe sich gemäß den Richtlinien zur Strafzumessung der mögliche Strafrahmen von nicht über 30 Jahren auf eine lebenslange Freiheitsstrafe erhöht, die dann auch verhängt worden sei. Die strafverschärfenden Sachverhalte seien jedoch von der Richterin allein festgestellt und nie einer Jury zur Entscheidung vorgelegt worden, wodurch eine um mehrere Jahrzehnte höhere Strafzumessung möglich geworden sei. Eine so folgenschwere Feststellung durch eine Richterin ohne Beteiligung der Jury verletze den 6. Zusatzartikel zur Verfassung der Vereinigten Staaten und sei nicht konsistent mit jüngerer höchstrichterlicher Rechtsprechung im Fall Hurst v. Florida. Der Oberste Gerichtshof nahm den Fall jedoch nicht zur Entscheidung an. Damit sind alle Berufungsmöglichkeiten Ulbrichts erschöpft und seine Verurteilung rechtskräftig.
Gleichzeitig strengte sein neu beauftragter Anwalt Paul Grant vor dem New Yorker Bezirksgericht ein Wiederaufnahmeverfahren an, um eine Neuverhandlung des Falles zu erreichen (Rule 33 Motion). Hierzu beantragte Grant eine Verlängerung der normalerweise gültigen 3-jährigen Ausschlussfrist zur Einführung neuer Beweismittel, die am 4. Februar 2018 abgelaufen war. Die Richterin Katherine Forrest lehnte den Antrag jedoch mit einer kurzen, handschriftlichen Notiz ab. Ulbrichts Einspruch gegen diese Entscheidung wurde im Januar 2019 von einem Berufungsgericht abgewiesen. Ein weiterer Antrag auf eine erneute Anhörung vor einer erweiterten Kammer des Berufungsgerichtes (en banc hearing) wurde einen Monat später ebenfalls abgelehnt.

## Weitere Entwicklungen
Verurteilung von James Zhong
Im November 2022 gaben die US-Strafverfolgungsbehörden bekannt, dass bei einer Razzia im Haus des 32-jährigen Immobilieninvestors James Zhong im US-Bundesstaat Georgia über 50.000 Bitcoin im damaligen Gegenwert von über 3 Milliarden Dollar sichergestellt wurden, die Zhong durch Überlistung des Silk-Road-Zahlungssystems mit komplexen Buchungsprozessen von Silk Road entwendet hatte. Zhong war sonst in keiner Weise an Silk Road beteiligt und bekannte sich in einem Anklagepunkt des Überweisungsbetrugs ('Wire Fraud') für schuldig. Die sichergestellten Bitcoins wurden eingezogen und den im Rahmen der Strafverfolgung Ulbrichts sichergestellten Vermögenswerten zugeschlagen. Im April 2023 wurde Zhong zu einer Freiheitsstrafe von einem Jahr und einem Tag verurteilt.
Verurteilung von Variety Jones
Im Juli 2023 wurde der 61-jährige Kanadier Roger Thomas Clark zu einer Freiheitsstrafe von 20 Jahren verurteilt. Clark hatte über Silk Road in großem Stil mit Drogen gehandelt und zudem den Silk-Road-Gründer Ross Ulbricht unter dem Pseudonym Variety Jones beim Management der Silk-Road-Website beraten. Unter anderem hatte er Ulbricht empfohlen, einen Auftragsmörder anzuheuern, nachdem ein Mitarbeiter von Silk Road eine große Geldsumme entwendet hatte. Der Auftragsmord wurde jedoch nie ausgeführt.
Unterstützung durch Donald Turmp
In einer Rede vom 25. Mai 2024 vor der Libertarian National Convention kündigte der frühere U.S. Präsident Donald Trump an, sich für Ulbricht einzusetzen und bei einer Wiederwahl am ersten Tag seiner neuen Amtszeit die Haftzeit Ulbrichts verkürzen zu wollen. Die Möglichkeit einer Begnadigung oder Haftverkürzung für nach Bundesrecht verurteilter Straftäter durch den Präsident der Vereinigten Staaten ist im US-Recht vorgesehen. Beobachter werteten Trumps Aussagen als einen Versuch, libertäre Wählerstimmen zu gewinnen. Am 21. Januar 2025 begnadigte Trump Ulbricht, der daraufhin umgehend aus der Haft entlassen wurde.